# Dosdorf
Dosdorf ist ein Ortsteil von Arnstadt im Ilm-Kreis (Thüringen).

## Geografie
Dosdorf liegt links der Gera etwa fünf Kilometer südlich von Arnstadt im Plaueschen Grund. Der Ort liegt am Ausgang des Tieftals, einer zwei Kilometer langen Klamm, die sich 100 Meter tief in den Kalkfelsen gegraben hat. Südwestlich liegt der 495,3 Meter hohe Schweinsberg. Östlich von Dosdorf liegen die Reinsberge mit Erhebungen von bis zu 600 Metern.

## Geschichte

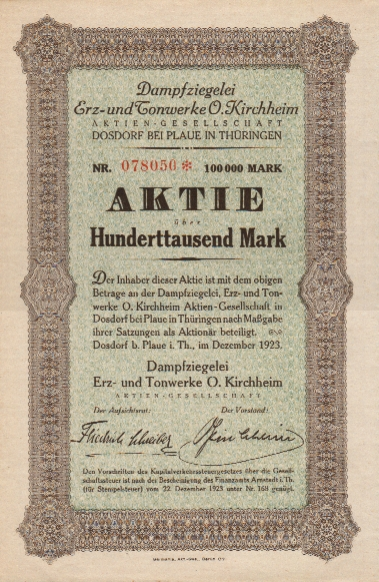
Aktie der Dampfziegelei in Dosdorf, 1923

Dosdorf wurde im Jahr 1272 erstmals urkundlich erwähnt. Der Ort ist aber wahrscheinlich noch älter, da die Kirche St. Otmar dem frühen 13. Jahrhundert zugeordnet werden kann. Sie erlangte dadurch Berühmtheit, dass sie das größte Quartier des Großen Mausohres ist. In jedem Sommer leben im Dachstuhl der Kirche mehr als 2000 Tiere. Der Kirchturm ist seit 2004 als FFH-Gebiet Evangelische Kirche Dosdorf (DE-5231-302) mit einer Größe von 0,01 ha ausgewiesen. Zur Erhaltung des Vorkommens finden umfangreiche Schutzmaßnahmen, insbesondere durch die Stiftung Fledermaus, statt.
In der Frühphase der Existenz des Ortes wurde an den sonnigen Hängen des Geratals bei Dosdorf Wein angebaut. Berühmteste Abnehmer des Weines waren die Grafen von Käfernburg.
Bis 1918 gehörte der Ort zur Oberherrschaft des Fürstentums Schwarzburg-Sondershausen. Der Ort wurde am 1. August 1975 in die Gemeinde Siegelbach eingegliedert. Seit dem 14. April 1994 bildet Dosdorf einen Ortsteil der Stadt Arnstadt.

## Persönlichkeiten

### In Dosdorf geborene Persönlichkeiten
- Horst Heyder (1924–2000), Möbeldesigner

### Weitere mit Dosdorf verbundene Persönlichkeiten
Zwischen 1720 und 1733 wirkte von Siegelbach  aus der Geograph und Universalgelehrte Johann Gottfried Gregorii alias Melissantes als lutherischer Pfarrer in Dosdorf. Er sorgte in jener Zeit für ein neues Schulgebäude und die Renovierung der Kirche. Nebenamtlich schrieb er weiter an seinen für die Entwicklung von Geographie, Kartographie und Genealogie sowie die Überlieferung und Verbreitung von Sagen wichtigen Büchern, welche über den deutschen Sprachraum hinaus Verbreitung fanden.

## Politik
Die Arnstädter Ortsteile Dosdorf und Espenfeld haben eine gemeinsame Ortsteilverfassung gemäß § 45 Thüringer Kommunalordnung, sodass für beide Ortsteile ein gemeinsamer Ortsteilbürgermeister und Ortsteilrat zuständig ist.
Der langjährige ehrenamtliche Ortsteilbürgermeister ist Rüdiger Carnarius, er wurde zuletzt bei den Kommunalwahlen in Thüringen am 26. Mai 2024 im Amt bestätigt. Zusammen mit vier weiteren Mitgliedern bildet Carnarius den Ortsteilrat.

## Wirtschaft und Verkehr
Dosdorf ist ein landwirtschaftlich geprägter Ort. An der Gera standen früher zahlreiche Mühlen. Heute existiert nur noch eine Dosdorfer Mühle: die Hartmann-Mühle aus dem 17. Jahrhundert, die inzwischen zu einem kleinen Wasserkraftwerk umgebaut wurde. Etwas außerhalb, jenseits der Bahnstrecke Arnstadt-Plaue, befand sich bis in die 1990er Jahre eine Ziegelfabrik. Hier wurde Ton abgebaut und zu Ziegeln verarbeitet.
Der Ort liegt an der ehemaligen B4, die 2004 zur L 3004 herabgestuft wurde und Ilmenau über Plaue mit Arnstadt verbindet. Im Geratal verläuft die Bahnstrecke Erfurt–Ilmenau, an der Dosdorf jedoch keinen eigenen Bahnhof besitzt. Der nächste Bahnhof ist Plaue 2 km südlich.